# As Manhãs da TVI
As Manhãs de TVI foi um programa da televisão portuguesa, transmitido na TVI no ano de 2002, apresentado por Rita Salema e Teresa Guilherme.
Este programa substituiu o programa As Manhãs de Sofia, apresentado por Sofia Alves, começando a ser emitido 2 dias depois a Sofia Alves ter batido com a porta e ter deixado a TVI sem apresentadora para as manhãs. O tempo que a estação teve para arranjar uma solução foi diminuto, dado que o talk-show era emitido de 2ª a 6ª feira, e Sofia Alves abandonou o formato numa 6ªfeira tendo este que voltar ao ar na 2ªfeira seguinte. A solução encontrada para fazer face às necessidades, foi então Teresa Guilherme, apresentadora experiente e já habituada a este tipo de formatos, e a actriz Rita Salema. Teresa Guilherme passou a acumular as funções de apresentadora e produtora, dado que era da sua responsabilidade produzir o talk-show matinal da TVI. O programa teve carácter provisório, sendo substituído na rentreé televisiva (Setembro) pelo Olá Portugal, apresentado por Manuel Luís Goucha.

## Sinopse
Teresa Guilherme e Rita Salema vivem consigo as manhãs na TVI.
De 2ª a 6ª feira, das 9:30 às 13:00, dezenas de assuntos diferentes, divertidos, úteis, arrebatadores, empolgantes enchiam de emoção mais de 3 horas de emissão.
Ao longo de todas as manhãs eram distribuídos milhares de euros em prémios de participação em passatempos, que acontecerão no estúdio, pelo telefone, e em directo dos mais diversos pontos do país.
Uma manhã que nos vai dar a conhecer muitas pessoas que viveram situações extremamente difíceis, mas que conseguiram superar todas as dificuldades, e muitas outras que vão pedir, e certamente, contar com a ajuda dos telespectadores.
Vamos também partilhar as experiências de muitas pessoas que vão provar que qualquer um de nós pode fazer algo de excepcional.
As manhãs da TVI ainda eram enriquecidas com espaços úteis, conselhos práticos, truques simples que ajudam a viver melhor o nosso dia a dia.